# Limonia alienata
Limonia alienata là một loài ruồi trong họ Limoniidae. Chúng phân bố ở miền Australasia.